# 聖母被昇天 (エル・グレコ)

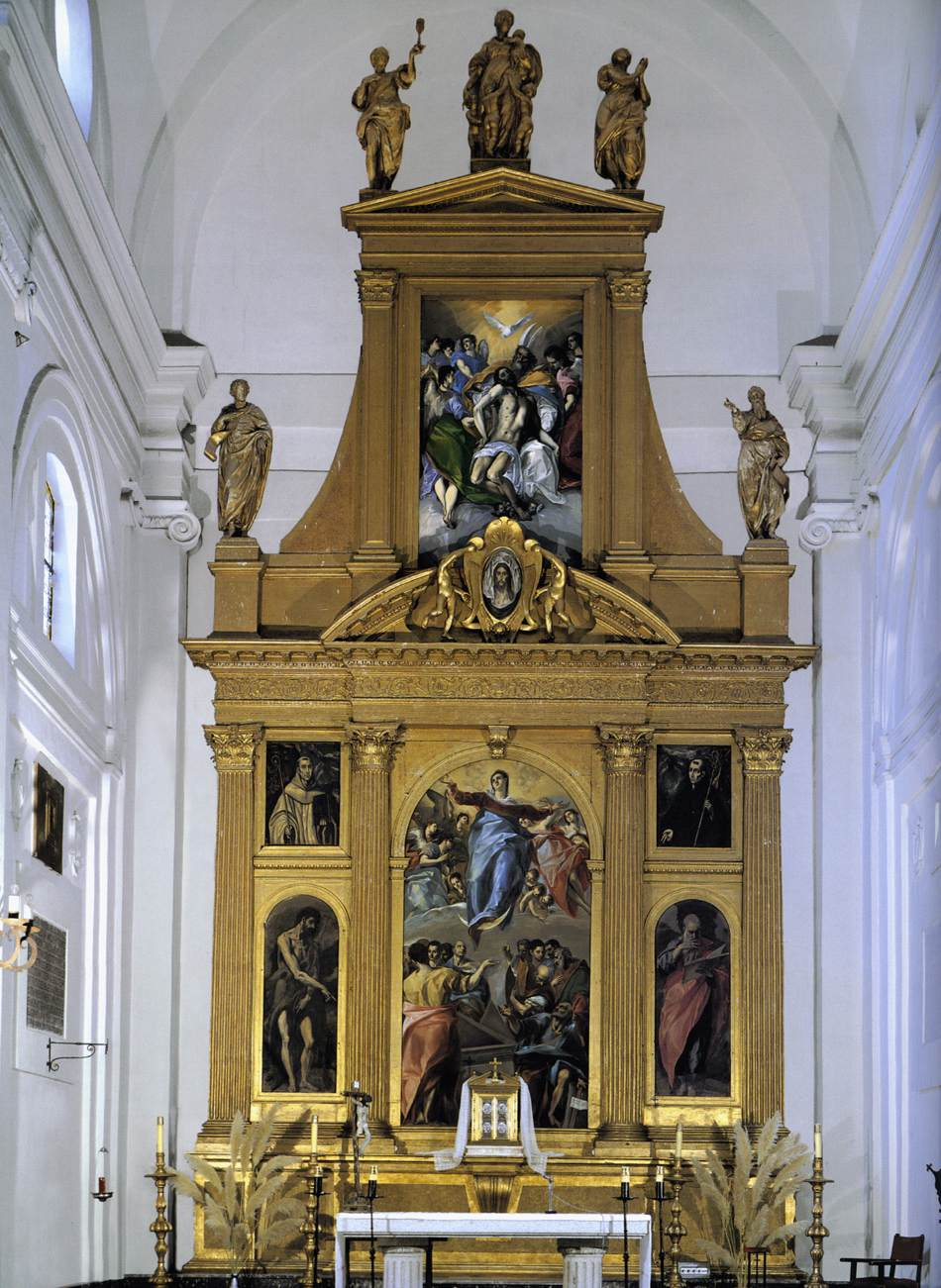
サント・ドミンゴ・エル・アンティグオ聖堂の復元された祭壇衝立 (中央祭壇)

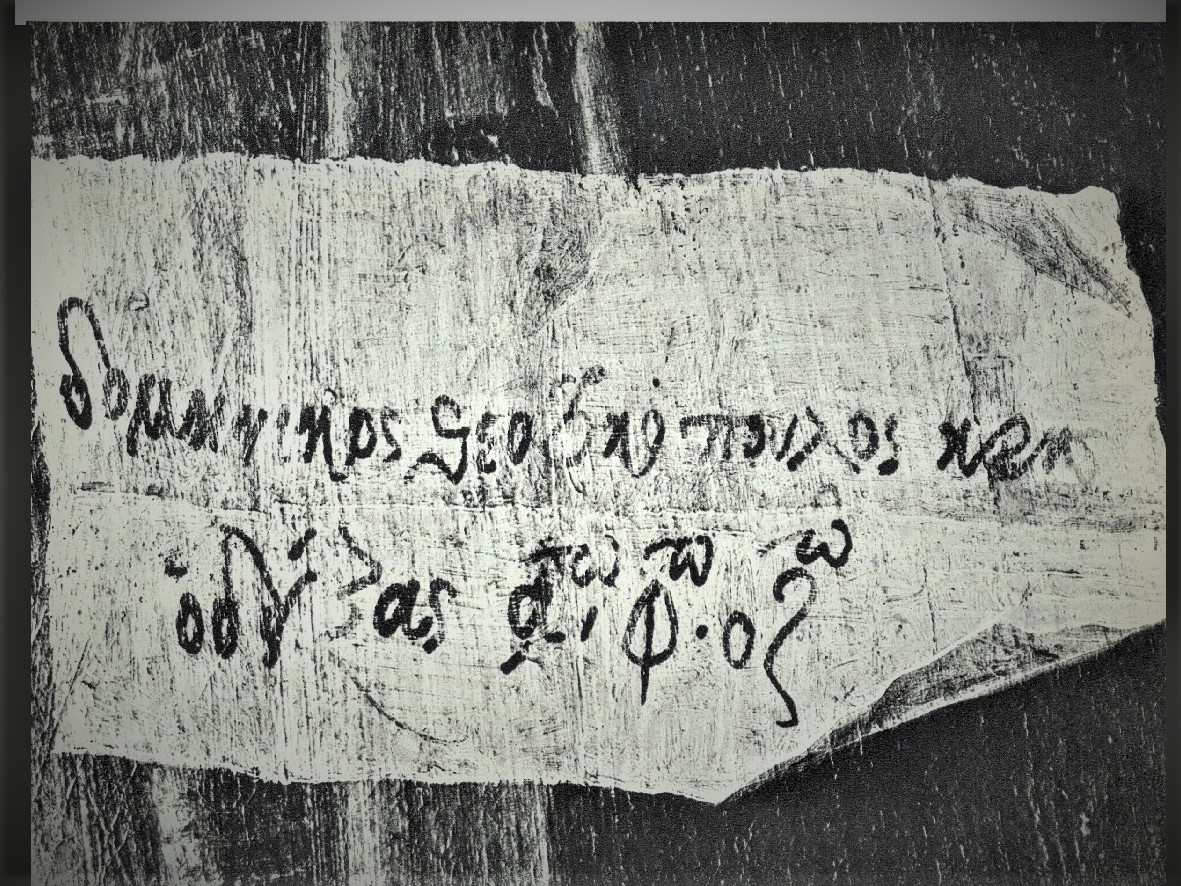
ギリシャ文字による署名と年記 (1577)

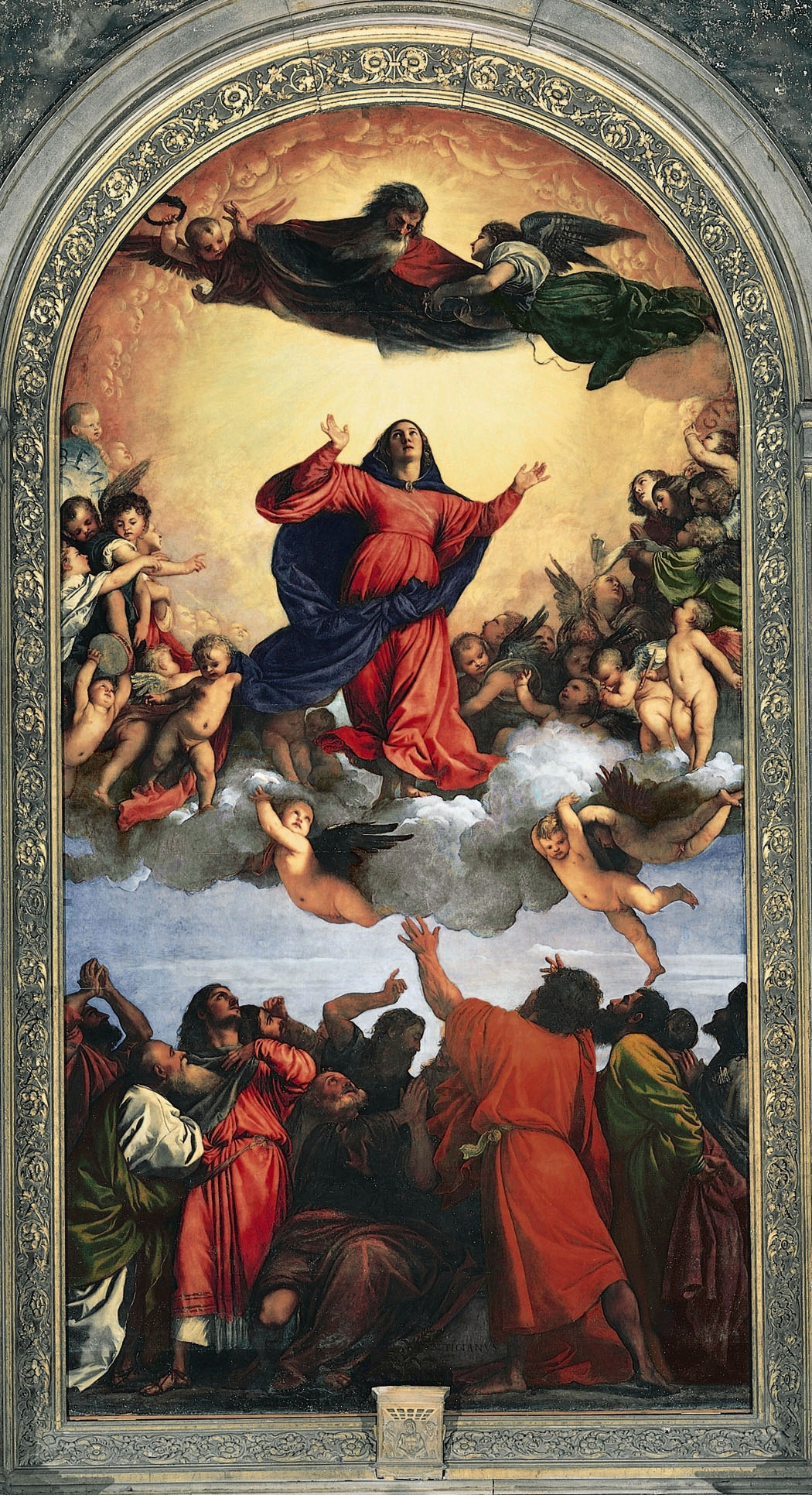
ティツィアーノ『聖母被昇天』1516-1518年 (サンタ・マリア・グロリオーザ・デイ・フラーリ聖堂)

『聖母被昇天』（せいぼひしょうてん、西: La Asunción de María、英: The Assumption of the Virgin) は、ギリシャ・クレタ島出身であるマニエリスム期のスペインの画家エル・グレコが、スペイン到着後まもない時期 (1577-1579年) に制作した聖母マリアの昇天を主題とするキャンバス上の油彩画である。本作は、画家がサント・ドミンゴ・エル・アンティグオ聖堂のために委嘱された祭壇衝立の1部をなしていたもので、『聖衣剥奪』(トレド大聖堂) とともにエル・グレコがスペイン・トレドで衝撃的なデビューを果たした記念碑的作品である。画面右下の白い紙片 (カルテッリーノ) には、エル・グレコのギリシャ時代の作品と同じ、ギリシャ文字による署名と年記がある。作品は、1906年にアメリカ合衆国のシカゴ美術館に収蔵された。

## 歴史的背景
エル・グレコは、おそらく1567年に故郷のクレタ島からヴェネツィアに渡り、その後ローマにも滞在してイタリアで美術の研鑽に励んだ。そして、1576年後半、35歳の時にローマを離れ、スペインに渡った。美術の先進国イタリアでは職業画家としての展望が開けなかったに違いない。スペインへの渡航はローマのアレッサンドロ・ファルネーゼの宮殿で親交のあったスペイン人聖職者で、トレド大聖堂参事会長を父に持つルイス・デ・カスティーリャの進言が大きかったと思われる。当時、スペインでは国王フェリペ2世によりエル・エスコリアル修道院の装飾事業にイタリア人画家たちが招聘されていた。エル・グレコがフェリペ2世の宮廷画家になる大志を抱いていたとしても不思議ではない。いずれにしても、スペイン到着後まもない時期にエル・グレコは本作『聖母被昇天』を含むサント・ドミンゴ・エル・アンティグオ聖堂の祭壇衝立と、トレド大聖堂の『聖衣剥奪』の受注を受けている。祭壇衝立がヨーロッパでもっとも発達したスペインにおいて、その制作を委嘱されるということは将来の保証を得ることであった。

## サント・ドミンゴ・エル・アンティグオ聖堂祭壇衝立
サント・ドミンゴ・エル・アンティグオ聖堂はシトー会系の女子修道院であった。フェリペ2世の王妃イサベルの元女官・尼僧であったマリア・デ・シルバが1575年に没した時、サント・ドミンゴ・エル・アンティグオ聖堂内に彼女の霊を祀る墓廟礼拝堂が建てられたが、エル・グレコはそのための祭壇衝立の制作を委嘱されたのである。エル・グレコはイタリアでは比較的小さな作品しか描いていないが、この大作である祭壇衝立はイタリアでの情熱的な研鑽の爆発といってもいい成果であった。2年の歳月をかけて完成された祭壇衝立は8枚の絵画連作からなり、イエス・キリストと聖母マリアを通じての救済に深い関心を抱いていたマリア・デ・シルバの葬儀記念的性格を持っていた。したがって、婦人の名前の由来である聖母マリアの昇天図である本作と、人類救済のために差し出されるキリストを描いた『聖三位一体』(プラド美術館) を中心とし、シトー会女子修道院のマリア信仰と深くかかわった『聖ベルナルドゥス』、『聖ベネディクトゥス』、『洗礼者聖ヨハネ』、『福音書家聖ヨハネ』が左右に配置されて、中央祭壇を構成していた。また、袖廊にの祭壇脇には『キリストの昇天』と『羊飼いの礼拝』が配置された。

## 作品
本作は祭壇衝立中央に配置された。聖母はその神聖さと純潔ゆえに死後、石棺から蘇り、キリストの使徒 (弟子) たちに見送られながら天国に迎えられようとしている。この構図は、明らかに16世紀ヴェネツィア派の巨匠ティツィアーノによる『聖母被昇天』(サンタ・マリア・グロリオーザ・デイ・フラーリ聖堂) へのエル・グレコのオマージュであるが、画家がローマで学んだモニュメンタルな様式も加えられている。しかし、エル・グレコの独創もあり、それは「三日月」に乗る聖母の図像である。三日月は「無原罪の御宿り」を描いた絵画に見られるアトリビュートで、聖母崇拝を認めないプロテスタンティズムに対し、聖母の無原罪を熱烈に主張し、聖母を神に近い存在とした当時のスペインのカトリック信仰を反映したものとみなすべきである。とはいえ、様式的に見ると、本作には後年の画家独自の画風はまだ見られない。